# Карташов, Николай Семёнович
Николай Семёнович Карташов (14 марта 1928 года, село Вислое, Курская область ― 2 сентября 2011 года) ― специалист в области библиотековедения, доктор педагогических наук, профессор (1980).

## Биография
Родился Николай Семёнович 14 марта 1928 года в селе Вислое Курской области в рабочей семье. В 1946 году поступил в Московский государственный библиотечный институт, который окончил с отличием в 1950 году. В городе Севастополе с 1951 по 1954 год служил в Черноморском военно-морском флоте, был начальником библиотеки крейсера «Дзержинский».
1954―1957 ― Николай Семёнович работал старшим преподавателем Новгородского областного культпросветучилища. С 1957 по 1958 год был заместителем директора по научной работе Бурятской республиканской библиотеки в городе Улан-Удэ.
С 1958 по 1961 год Николай Семёнович Карташов учился в аспирантуре Московском государственном библиотечном институте.
1961―1965 ― работал в городе Улан-Удэ заведующим кафедрой библиотековедения Восточно-Сибирского государственного института культуры.
В 1962 году Н. С. Карташов защитил кандидатскую диссертацию на тему «Проблемы библиотечного обслуживания городского населения (на примере массовых библиотек в городах РСФСР»). В 1963 году ему присвоено было учёное звание ― доцент.
С 1965 по 1979 годы Николай Семёнович работал директором Государственной публичной научно-технической библиотеки Сибирского отделения АН СССР в городе Новосибирске.
В 1967―1979 годах Карташов Н. С. ― главный редактор сборника «Научные библиотеки Сибири и Дальнего Востока», был председателем Совета по координации деятельности научных библиотек Сибири и Дальнего Востока.
В 1978 году Николай Семёнович защитил докторскую диссертацию на тему «Взаимодействие научных библиотек (вопросы истории и теории)», в 1980 году присвоено учёное звание ― профессор.
С 1979 по 1990 годы Карташов Николай Семёнович проработал директором Государственной библиотеки СССР им. В. И. Ленина.
В 1979―1990 годах Н. С. Карташов был председателем Всесоюзного межведомственного библиотечного совета при МК СССР, членом постоянного Комитета директоров национальных библиотек ИФЛА, главным редактором журнала «Советское библиотековедение» и членом редколлегии журнала «Библиотекарь»; с 1999 года ― член редколлегии журнала «Библиотековедение».
Николай Семёнович является автором более 220 печатных работ, в том числе двух монографий, трёх учебников и глав в трёх изданиях учебников; 39 статей, рецензий были опубликованы в зарубежной печати на английском, французском, болгарском, литовском, немецком, польском, чешском и китайском языках. Под его редакцией издано около 40 журналов, вузовских трудов, сборников статей, справочников и др. Карташов Н. С. выступал с докладами на международных конференциях.
За организацию научно-исследовательской работы в области библиотековедения он был награждён Золотой медалью ВДНХ СССР в 1985 году.
Под руководством Карташова Н. С. более 10 аспирантов защитили свои кандидатские диссертации.
С 1990 года  Николай Семёнович ― профессор кафедры библиотековедения Московского государственного университета культуры и искусств, член Учёного совета Российской государственной библиотеки.
Умер Карташов Николай Семёнович 2 сентября 2011 года.

## Награды и звания
- Орден Трудового Красного Знамени (1975)

- Золотая медаль ВДНХ

- Заслуженный работник культуры РСФСР

- Доктор педагогических наук

- Профессор (1980)